# マガリ・バトン
マガリ・バトン（Magali Baton 1971年3月13日 - ）は、フランスのサン＝シャモン出身の柔道選手。階級は56kg級。身長167cm。

## 人物
1994年のヨーロッパ選手権56kg級で3位になった。1995年のユニバーシアードでも3位だった。1996年のヨーロッパ選手権では3位になったが、アトランタオリンピックでは初戦で敗れた。世界学生では2位になった。1997年のワールドカップ国別団体戦では3位だった。ヨーロッパ選手権でも3位になると、地元のパリで開催された世界選手権では銅メダルを獲得した。1998年のヨーロッパ選手権で3位なると、ワールドカップ国別団体戦では2位となった。1999年のヨーロッパ選手権では2位となるも、世界選手権では7位に終わった。2000年のシドニーオリンピックには出場できなかった。

## 主な戦績
56kg級での戦績
- 1993年 - ドイツ国際　3位
- 1993年 - オーストリア国際　優勝
- 1993年 - 福岡国際　3位
- 1994年 - フランス国際　3位
- 1994年 - ハンガリー国際　優勝
- 1994年 - ヨーロッパ選手権　3位
- 1995年 - ユニバーシアード　3位
- 1996年 - ロシア国際　3位
- 1996年 - チェコ国際　優勝
- 1996年 - ヨーロッパ選手権　3位
- 1996年 - 世界学生　2位
- 1997年 - ワールドカップ国別団体戦　3位
- 1997年 - ヨーロッパ選手権　3位
- 1997年 - 世界選手権　3位

57kg級での戦績
- 1998年 - ヨーロッパ選手権　3位
- 1998年 - ワールドカップ国別団体戦　2位
- 1999年 - ヨーロッパ選手権　2位
- 1999年 - 世界選手権　7位
- 2000年 - フランス国際　優勝